# Gianfranco Pardi
Gianfranco Pardi (Milano, 30 marzo 1933 – Milano, 2 febbraio 2012) è stato un pittore e scultore italiano.
Artista minimalista e concettuale, creò le sue opere progettandone forma e spazio grazie alla sua formazione di architetto, fondendo pittura, disegno e scultura.

## Biografia
Sin dall'inizio la sua ricerca è impostata sullo spazio e sulla progettualità costruttiva che dà vita ad opere di grande rigore formale, caratterizzate dall’integrazione di disegno, pittura e scultura in una dimensione spaziale di respiro architettonico.
Nel 1959 si tiene la sua prima personale a Brescia, alla Galleria Alberti, mentre l'anno seguente è ospitato dalla Galleria Colonna di Milano. Durante gli anni 1960 sviluppa uno stile che integra il disegno, la pittura, la scultura e l'architettura. Del 1965 è la sua partecipazione alla mostra collettiva La figuration narrative dans l'art contemporain a Parigi. Nel 1967 comincia la sua collaborazione con lo Studio Marconi di Milano e si dedica alla realizzazione di opere che sono una rilettura delle avanguardie storiche come l'Astrattismo, il Suprematismo, il Costruttivismo e il Neoplasticismo.

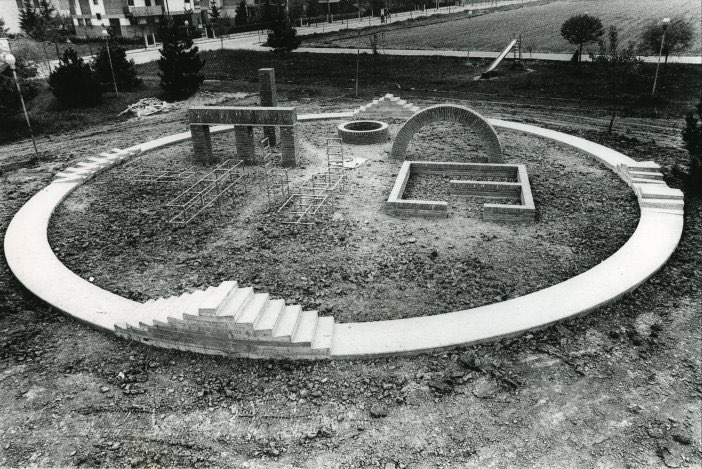
Borgotondo (Mirandola, 1979)

Negli anni 1970 sviluppa nelle sue architetture la volontà di costruire e fondare uno spazio attraverso la pittura, poiché ritiene che tale mezzo espressivo possa produrre immediatamente l'idea. Le sue opere si sviluppano attraverso segni e gestualità geometriche che, insieme a poche cromie, lo aiutano ad esprimere il concetto di costruttività. Nel 1974, e in seguito nel 1993, partecipa alla XXVII Biennale del Palazzo della Permanente a Milano. Nel 1979 collabora con Gianni Colombo ed Emilio Tadini al progetto di Borgotondo, un parco giochi costruito a Mirandola in occasione dell'Anno internazionale del bambino.
Nel 1981 è all'interno di due importanti mostre collettive come Linee della ricerca artistica in Italia 1960/1980, al Palazzo delle Esposizioni di Roma, e Il luogo della forma, al Museo di Castelvecchio di Verona. Nel 1984 l'Università di Parma gli organizza una grande antologica e due anni più tardi partecipa con una personale alla Biennale di Venezia, alla Triennale di Milano e alla Quadriennale di Roma.
Tra la fine degli anni Ottanta e i primi Novanta realizza le opere delle serie Cinema, Monk e Maschere, concentrandosi sull'utilizzo di supporti in ferro. Successivamente, la sua ricerca artistica si indirizza sul tema della Montagna-Sainte Victoire, ispirata alle opere di Cézanne, e ai cicli intitolati Nagjma, ispirati alla luce e alla notte di Tangeri, e Box, ovvero lavori realizzati con scatole di cartone.
Nel 1998 il Palazzo Reale di Milano ospita una sua personale. L'anno successivo vengono organizzate una serie di importanti mostre in Germania al Frankfurter Kunstverein di Francoforte, al Museo di Bochum e al Kulturhistorisches Museum di Stralsund, mentre nel 2000 si inaugura la personale dal titolo Homeless alla Galleria Giò Marconi di Milano.
È del 2002 la retrospettiva Sheets tenuta alla Galleria Fumagalli di Bergamo, mentre nel 2003 espone di nuovo alla Galleria Giò Marconi con una serie di lavori dal titolo Danza e Restauro. Dal 2008 fu membro dell'Accademia Nazionale di San Luca.

## Opere
Realizza nel corso della sua carriera numerose sculture per spazi pubblici e privati: 1988 Albergo Bellevue, Malcesine (Verona); 1995 Comando generale della Guardia di finanza, Via XX Settembre, Roma; 1996 Nave Costa Vittoria, Genova; 1998 Casa Zanaria, Rue de Bièvre, Parigi; 1999 Soundtrack, SNAM San Donato Milanese (Milano); 2001 Box, Horti Borromaici, Pavia; 2002 Sheet, ACF Contact Brembate Sopra (Bergamo); 2006 Danza, Piazza Amendola, Milano; 2015 Sprigionamenti, Negombo, Baia di San Montano (Ischia).

## Ricordo
Nell'ottobre 2013 si costituisce l'Associazione culturale Gianfranco Pardi /Archivio Gianfranco Pardi, in memoria dell'artista e con l'intento di promuoverne e divulgarne la conoscenza e la figura.